# Daniel Fernández González
Daniel Fernández González (Barcelona, 3 de enero de 1965) es un político español.

## Biografía
Licenciado en Derecho por la Universidad de Barcelona. Diplomado en Función Gerencial en la Administración Pública por ESADE. Funcionario de la Administración Local. Jefe del Gabinete de Estudios de la Diputación de Barcelona (2003-2004). Miembro de la Comisión Ejecutiva del PSC (1994-2000). Actualmente, miembro del Consell Nacional del PSC. Fue elegido Diputado en el Congreso de los Diputados en marzo del 2004, vocal de la Comisión de Defensa y presidente de la Comisión del Estatuto de los Diputados. Coordinador del Grupo de Diputados y Senadores del Partido de los Socialistas de Cataluña (PSC).
Actualmente, está siendo investigado en el marco del caso de corrupción Mercurio.